# له فام تان لونگ
له فام تان لونگ (انگلیسی: Lê Phạm Thành Long؛ زادهٔ ۵ ژوئن ۱۹۹۶) بازیکن فوتبال اهل ویتنام است.
از باشگاه‌هایی که در آن بازی کرده‌است می‌توان به باشگاه فوتبال تان هوا، باشگاه فوتبال هایفونگ، و باشگاه فوتبال هوانگ آنه جیا لای اشاره کرد.
وی همچنین در تیم ملی فوتبال ویتنام بازی کرده‌است.